# Фернандес, Мануэль (хоккеист на траве)
Мануэль Фернандес Пасска (исп. Manuel Fernández Pazcka, 6 марта 1948, Мехико, Мексика) — мексиканский хоккеист (хоккей на траве), полевой игрок. Участник летних Олимпийских игр 1968 и 1972 годов, серебряный призёр Панамериканских игр 1971 года.

## Биография
Мануэль Фернандес родился 6 марта 1948 года в Мехико.
В 1968 году вошёл в состав сборной Мексики по хоккею на траве на летних Олимпийских играх в Мехико, занявшей 16-е место. Играл в поле, провёл 2 матча, мячей не забивал.
В 1971 году завоевал серебряную медаль хоккейного турнира Панамериканских игр в Кали.
В 1972 году вошёл в состав сборной Мексики по хоккею на траве на летних Олимпийских играх в Мюнхене, занявшей 16-е место. Играл в поле, провёл 8 матчей, мячей не забивал.
Живёт в городе Вилья-де-Альварес. Занимает пост президента хоккейной ассоциации мексиканского штата Колима.